# 에밀리아 갈로티
《에밀리아 갈로티》(독일어: Emilia Galotti)는 고트홀트 레싱이 쓴 연극이다.

## 소개
이 작품은 현재에도 널리 읽히고 상연되고 있으며, 18세기 독일 문학 가운데 가장 많은 논란을 불러온 작품이다. 혹자는 아버지가 딸을 죽이는 이 비극의 결말이 미학적·도덕적·정치적 어느 관점으로도 관객을 만족시키지 못한다고 지적하기도 한다. 신의 섭리도 찾을 수 없고, 등장인물 누구도 성공하지 않지만, 그래서 열린 결말은 자율성, 이성과 감성의 조화, 강제가 없는 도덕성 등 여러 가지 문제에 대해 숙고하게 만든다.
단순히 한 가정의 비극을 그린 가정극인가, 아니면 독재자와 절대주의 체제를 비판하는 정치극인가 하는 문제가 논쟁의 핵심이다. ＜에밀리아＞의 소재는 기원전 5세기 로마에서 일어난 사건으로, 비르기니아 전설을 다뤘으며 가족 간의 갈등을 축으로 전개되다가, 지배계급과 피지배계급이 대결하는 전혀 다른 비극이 시작된다.
이 작품은 르네상스 시대 이탈리아의 작은 공국 구아스탈라의 영주가 에밀리아를 수중에 넣기 위해 음모를 꾸미고 부당한 권력을 휘두르자, 그녀의 아버지가 딸의 순결을 지키기 위해 딸을 칼로 찔러 죽인다는 내용을 바탕으로 하고 있다. 그러나 진정한 폭력이란 ‘유혹’이 아니라, 치욕으로의 추락을 막기 위해 딸을 죽이는 아버지의 행위임을 보여주면서, 래싱은 우리로 하여금 그 의미를 숙고하게 만든다. 나아가 시민적 도덕 교육의 이상이 죽음을 통해서만 유지되는 것으로 그림으로써 그 교육을 비판하고 있다.
아버지에 의한 딸의 살해는 인간에게 자신의 문제를 자율적으로 해결하는 능력을 가르치지 않고, 도덕지상주의를 고수하기 위해 강제하고 감시함으로써 오히려 부자유와 미성숙을 낳는, 시민 교육의 좌절을 그리고 있다. 그러나 레싱은 자신의 부도덕한 욕망을 채우기 위해 모든 불행의 단초를 제공한 영주가 대표하는 절대주의 체제의 권력이 지닌 폭력성에 대한 비판도 동시에 보여준다. 시민계급의 해방운동이 자체의 모순과 적대 세력에 의해 좌절할 위기에 처한 역사적 현실을 효과적으로 그려내는 대가다운 면모를 보인다.

## 참고 문헌
- 윤도중 역, 2009년, 지식을만드는지식 ISBN 978-89-6228-348-8
- 본 문서에는 지식을만드는지식에서 CC-BY-SA 3.0으로 배포한 책 소개글을 기초로 작성된 내용이 포함되어 있습니다.